# Raúl Zaragoza
Raúl Zaragoza (Ciudad de México, 30 de enero de 1999) es un artista marcial mixto mexicano que compite en la división de peso wélter de LUX Fight League. Es el actual campeón peso wélter de LUX.

## Carrera de artes marciales mixtas

### LUX Fight League
Hizo su debut en MMA profesional el 2 de septiembre de 2022 en LUX 026, y venció a Erick Garibay por decisión unánime.
Zaragoza se enfrentó a Bryan Ulises el 9 de diciembre de 2022 en LUX 029. Ganó la pelea por sumisión en el segundo asalto.
Zaragoza se enfrentó a Jesús Wong el 30 de junio de 2023 en LUX 033. Ganó la pelea por nocaut en el segundo asalto.
Zaragoza se enfrentó a Anuar Aburto el 23 de febrero de 2024 en LUX 040. Ganó la pelea por decisión unánime.

#### Campeonato de Peso Wélter de LUX
Con una racha victoriosa, Zaragoza se ganó una oportunidad de pelear por el Campeonato de Peso Wélter de LUX que desde hace tiempo se encontraba vacante. Se enfrentó a Carlos Arana el 31 de enero de 2025 en LUX 049; ganó la pelea y el título tras liquidar a su rival con varios golpes en el tercer asalto.
Zaragoza desafio a Hugo Flores a una pelea por el Campeonato Interino de Peso Ligero en busca de ser doble campeón, la cual se llevaría a cabo el 16 de mayo de 2025 en LUX 052. No obstante, perdió la pelea por nocaut técnico en el segundo asalto, y marcó a la vez su primera derrota.

## Campeonatos y logros
- LUX Fight League
  - Campeonato de Peso Wélter de LUX (una vez, actual)

## Récord en artes marciales mixtas
| Récord profesional | Récord profesional | Récord profesional |
| 6 peleas           | 5 victorias        | 1 derrota          |
| ------------------ | ------------------ | ------------------ |
| Nocaut             | 2                  | 0                  |
| Sumisión           | 1                  | 0                  |
| Decisión           | 2                  | 0                  |

| Resultado | Récord | Oponente      | Método                      | Evento  | Fecha                   | Ronda | Tiempo | Localización         | Notas                                             |
| --------- | ------ | ------------- | --------------------------- | ------- | ----------------------- | ----- | ------ | -------------------- | ------------------------------------------------- |
| Derrota   | 5–1    | Hugo Flores   | TKO (golpes)                | LUX 052 | 16 de mayo de 2025      | 2     | 2:23   | Guadajalara          | Por el Campeonato Interino de Peso Ligero de LUX. |
| Victoria  | 5–0    | Carlos Arana  | TKO (golpes)                | LUX 049 | 31 de enero de 2025     | 3     | 1:45   | Ciudad de México     | Por el vacante Campeonato de Peso Wélter de LUX.  |
| Victoria  | 4–0    | Anuar Aburto  | Decisión (unánime)          | LUX 040 | 23 de febrero de 2024   | 5     | 5:00   | Ciudad de México     |                                                   |
| Victoria  | 3–0    | Jesús Wong    | KO (golpe)                  | LUX 033 | 30 de junio de 2023     | 2     | 2:50   | Cholula de Rivadavia |                                                   |
| Victoria  | 2–0    | Bryan Ulises  | Sumisión (rear-naked choke) | LUX 029 | 9 de diciembre de 2022  | 2     | 3:11   | Ciudad de México     |                                                   |
| Victoria  | 1–0    | Erick Garibay | Decisión (unánime)          | LUX 026 | 2 de septiembre de 2022 | 3     | 5:00   | Ciudad de México     |                                                   |